# پلی‌سوربات

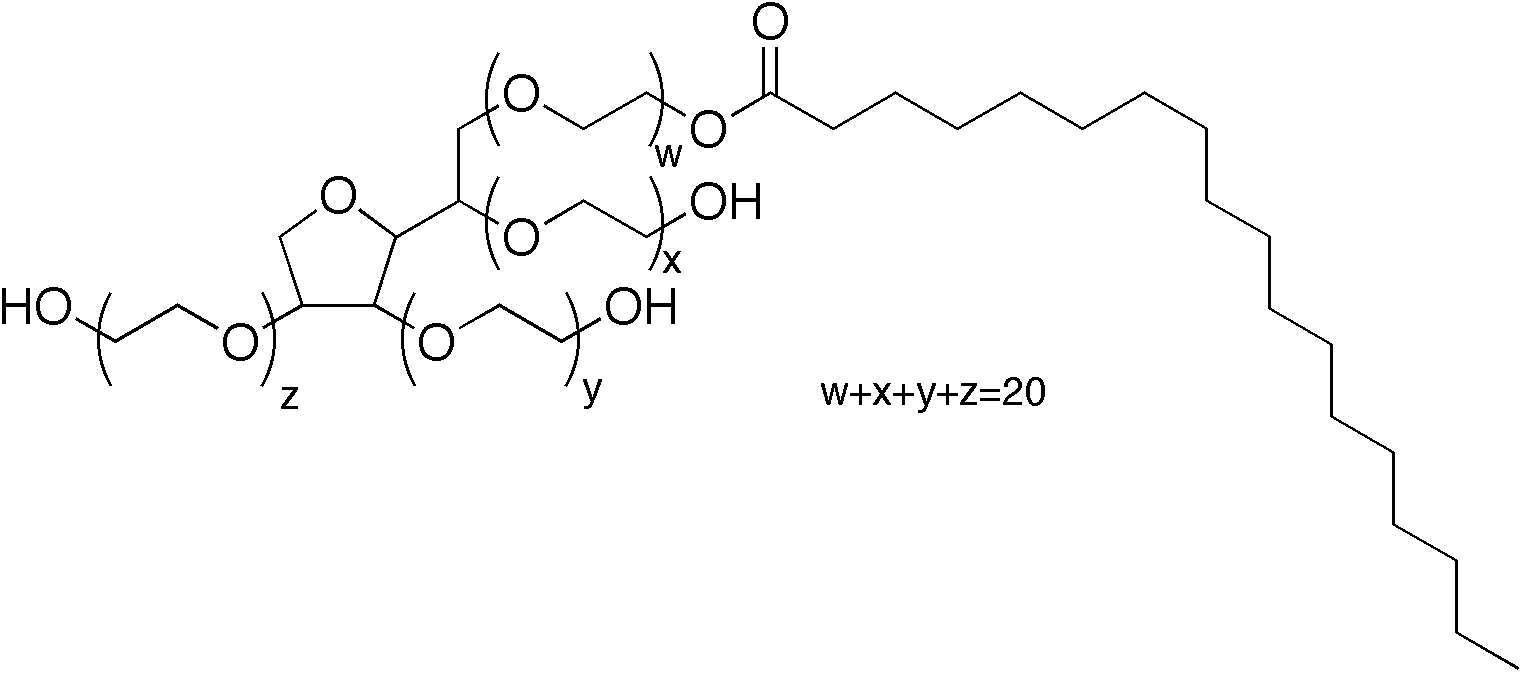
پلی‌سوربات ۶۰، ترکیبی است که به عنوان افزودنی غذا در برخی از مخلوط‌های پودینگ برای جلوگیری از سوختن در حین آماده‌سازی استفاده می‌شود.

پلی‌سوربات‌ها دسته ای از امولسیفایرها هستند که در فرمولاسیون برخی از داروها و تهیه مواد غذایی مورد استفاده قرار می‌گیرند. این ترکیبات معمولاً در اشکال دارویی، خوراکی و موضعی استفاده می‌شوند. همچنین اغلب در لوازم آرایشی برای حل کردن اسانس‌های روغنی در محصولات مبتنی بر آب استفاده می‌شوند. پلی‌سوربات‌ها مایعات روغنی هستند که از سوربیتان اتوکسیله (مشتقات سوربیتول) استری شده با اسیدهای چرب به دست می‌آیند. نام‌های تجاری رایج برای پلی‌سوربات‌ها عبارتند از Kolliphor,Scattics, Alkest, Canarcel و Tween.

## مثال‌ها
- پلی‌سوربات ۲۰ (پلی‌اکسی‌اتیلن (۲۰) سوربیتان مونولائورات)
- پلی‌سوربات ۴۰ (پلی‌اکسی‌اتیلن (۲۰) سوربیتان مونوپالمیتات)
- پلی‌سوربات ۶۰ (پلی‌اکسی‌اتیلن (۲۰) سوربیتان مونواستئارات)
- پلی‌سوربات ۸۰ (پلی‌اکسی‌اتیلن (۲۰) سوربیتان مونواولئات)

عددی که بعد از نام «پلی‌سوربات» قرار می‌گیرد به نوع اسید چرب اصلی مرتبط با مولکول مربوط می‌شود. مونولائورات با ۲۰، مونوپالمیتات با ۴۰، مونواستئارات با ۶۰ و مونواولئات با ۸۰ نشان داده شده‌است. عدد ۲۰ بعد از قسمت «پلی‌اکسی‌اتیلن» به تعداد کل گروه‌های اکسی‌اتیلن (–CH2CH2O–) موجود در مولکول اشاره دارد.